# Czerpak Patalasa
Czerpak Patalasa, czerpacz Patalasa – przyrząd do pobierania wody z określonej głębokości w celu analizy jej właściwości fizyczno-chemicznych. Rodzaj batometru. Ma kształt prostopadłościanu, standardowo o wymiarach 10 × 10 × 50 cm. Jest spuszczanym na uwięzi naczyniem z ruchomym dnem i ruchomą pokrywą. Podczas opuszczania w głąb wody, jej napór otwiera pokrywę i dno. W ten sposób woda przepływa przez otwarte naczynie w miarę jego opadania. Pokrywę zamyka się przez szarpnięcie linki. Jej zamknięcie uniemożliwia dalszy przepływ wody, a w konsekwencji opadnięcie i zamknięcie się dna. Zatrzymana w czerpaku woda zachowuje większość parametrów wody z danej głębokości, nadając się do różnych analiz hydrochemicznych, łącznie ze stężeniem rozpuszczonych gazów. Ponadto wraz z wodą pobraną przez czerpacz można pozyskać żyjące w niej organizmy planktonowe.